# Нова Воля (Підляське воєводство)
Нова Воля (пол. Nowa Wola) — село в Польщі, у гміні Міхалово Білостоцького повіту Підляського воєводства.
Населення — 328 осіб (2011).
У 1975-1998 роках село належало до Білостоцького воєводства.

## Демографія
Демографічна структура станом на 31 березня 2011 року:
|          | Загалом | Допрацездатний вік | Працездатний вік | Постпрацездатний вік |
| -------- | ------- | ------------------ | ---------------- | -------------------- |
| Чоловіки | 165     | 28                 | 109              | 28                   |
| Жінки    | 163     | 29                 | 70               | 64                   |
| Разом    | 328     | 57                 | 179              | 92                   |